# Sofus Rose
Anders Sofus Emanuel Jensen Rose (10. april 1894 i Kongens Lyngby – 15. september 1974 i Husum[kilde mangler]) var en dansk atlet og kedelsmed medlem af IF Sparta.
Sofus Rose deltog i OL 1920 i Antwerpen og nåede karrierens højdepunkt med en sjette plads i maratonløbet på tiden 2,41,18, som var karrierens bedste tid. Han vandt også to danske mesterskaber på distancen.
Sofus Rose var far til Emanuel Rose.

## Danske mesterskaber
- Guld 1923  Maraton  2:41.52
- Guld 1915  Maraton  2:47.19